# Zwart (schimmel)

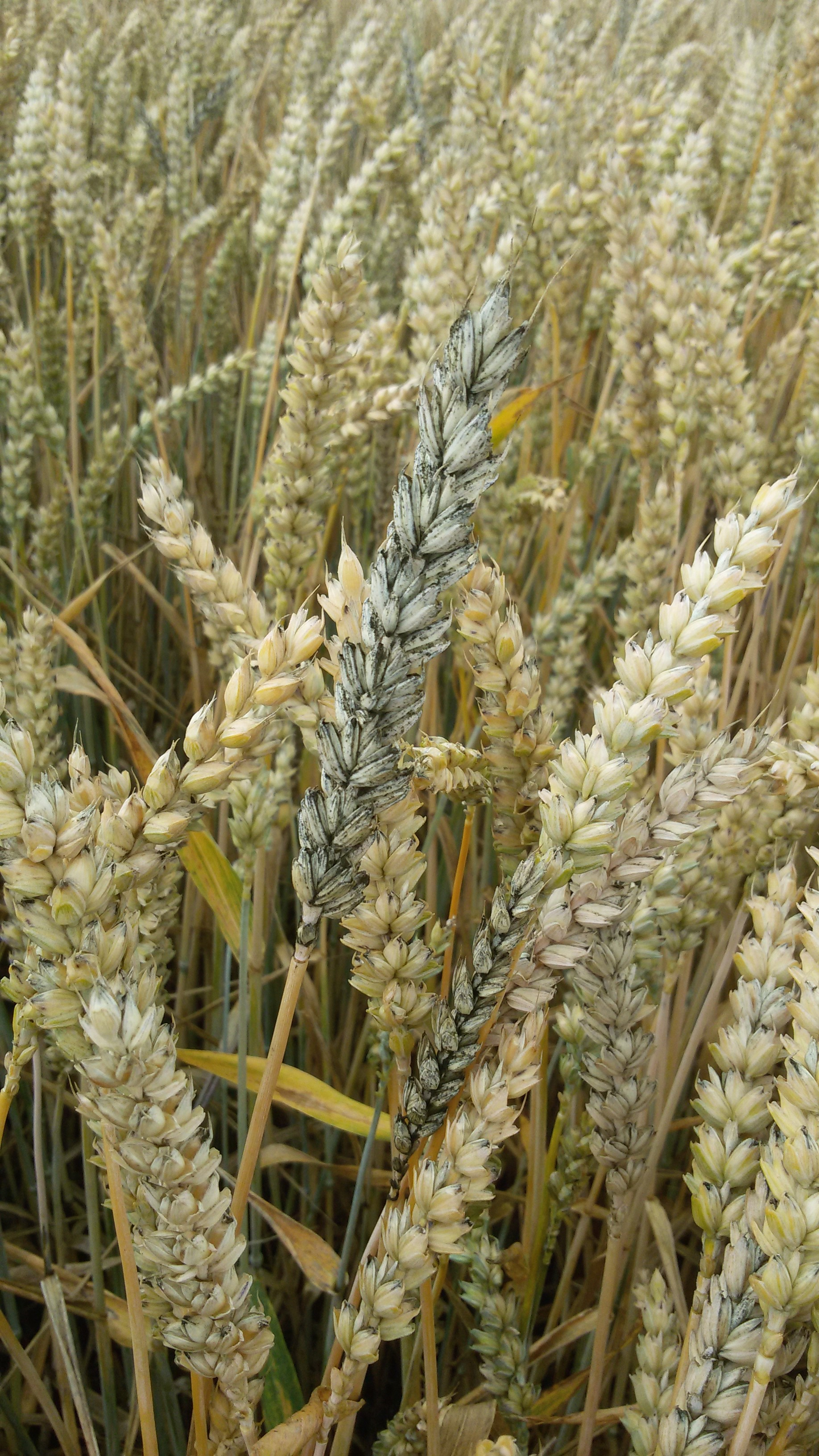
Tarweaar met zwart

Zwart, zwartschimmel of zwarte schimmel is een aantasting veroorzaakt door schimmels die tot de Dematiaceae van de Fungi imperfecti behoren. De soorten zijn niet van nature verwant, maar zijn alleen vergelijkbaar op grond van hun biologie en morfologie. Alle soorten zijn voornamelijk saprofyten die zich voeden met dood organisch materiaal. Ze hebben geen geslachtelijke voortplanting en hebben donkergekleurde conidia vanwege de hierin voorkomende melanine. De schimmelsoorten danken hun naam aan de veelal zwartachtige schimmelgroei die bij aantasting ontstaat.
Veel soorten komen voor op vochtige plaatsen in woningen. In de landbouw zijn het ziekteverwekkers. In de graanteelt, vooral in natte jaren met een uitgestelde oogst, kunnen hele gewassen grijs worden en kan de kwaliteit van het geoogste gewas afnemen door de vorming van mycotoxinen.

## Geslachten
Er zijn veel geslachten. Aangezien de classificatie voornamelijk gebaseerd is op de biologie en morfologie van de schimmels, kan deze veranderen afhankelijk van het kennisniveau, b.v. als een seksuele vorm van voortplanting wordt gevonden in een geslacht (de taxonomische classificatie van schimmels is voornamelijk gebaseerd op hun seksuele vorm).
Belangrijke vertegenwoordigers zijn onder meer:
- Alternaria
- Cercospora
- Cladosporium
- Helminthosporium1)
- Stemphylium1)

1) Seksuele vormen zijn nu ontdekt bij sommige geslachten.

## Plantenziekten
Sommigen van hen komen ook voor als ziekteverwekkers in planten. Deze omvatten enkele belangrijke plantenziekten zoals:
- Alternaria solani bij aardappel
- Helminthosporium maydis bij mais
- Stemphylium vesicarium, zwartvruchtrot bij peer
- Cercospora beticola bij suikerbiet